# Mornant
Mornant es una comuna francesa situada en el departamento del Ródano, de la región de Auvernia-Ródano-Alpes. Es la cabecera (bureau centralisateur) y mayor población del cantón de su nombre.

## Demografía
| 2 014 | 2 198 | 2 335 | 2 730 | 3 323 | 3 900 | 4 672 | 5 134 | 5 514 | 5 582 |
| Para los censos de 1962 a 1999 la población legal corresponde a la población sin duplicidades (Fuente: INSEE [Consultar]) |       |       |       |       |       |       |       |       |       |